# Sobór św. Symeona w Brześciu
Sobór św. Symeona Słupnika – prawosławny sobór katedralny w Brześciu, główna świątynia eparchii brzeskiej i kobryńskiej Egzarchatu Białoruskiego Patriarchatu Moskiewskiego; cerkiew zbudowana w 2. połowie XIX wieku, znajdująca się w Brześciu na rogu ulic Marksa i Maszerawa.

## Historia

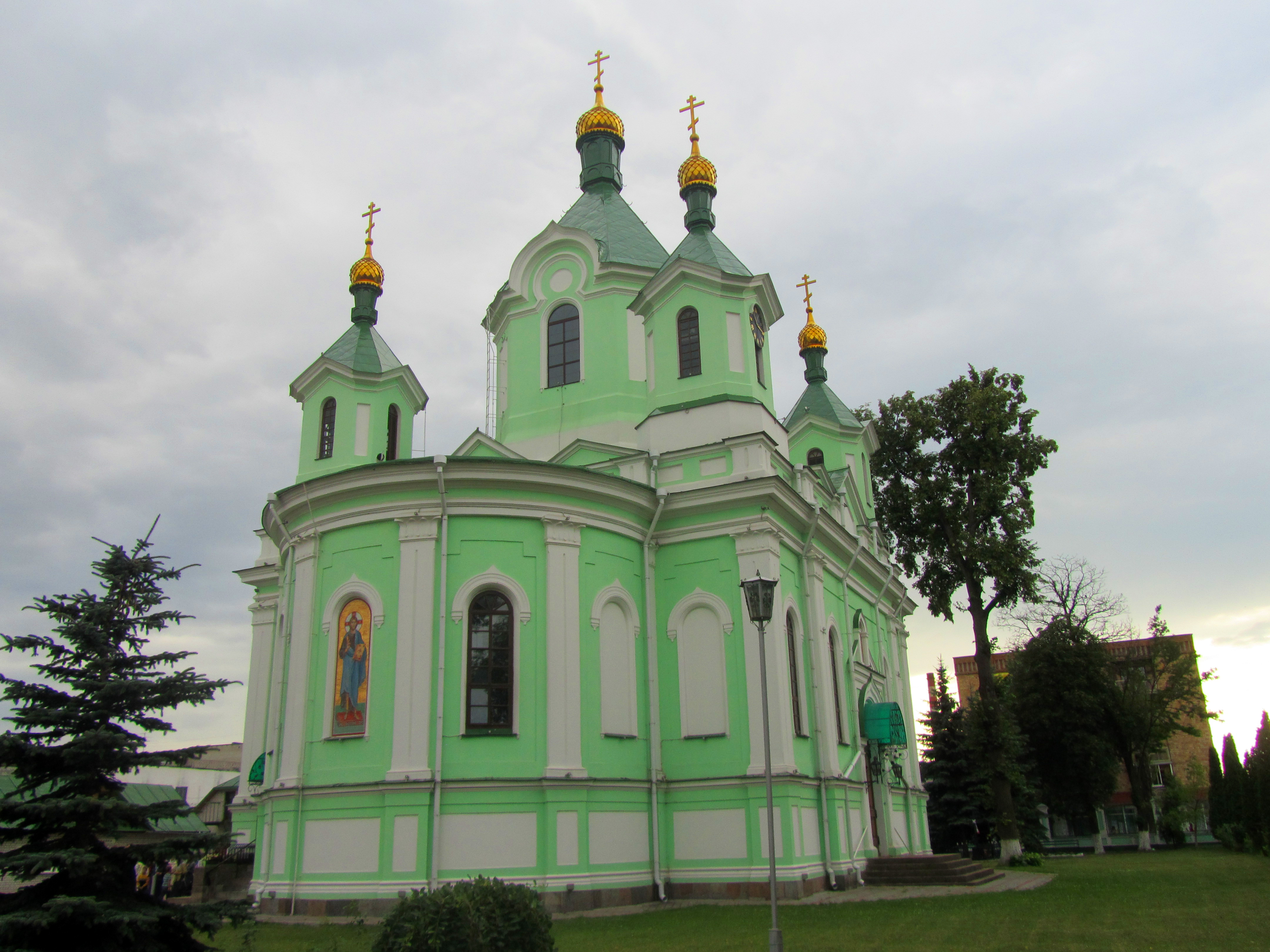
Widok od strony prezbiterium (2012)

Przyklasztorna cerkiew św. Szymona Słupnika była na początku XIX wieku jedyną świątynią prawosławną w Brześciu. Drewniana budowla wielokrotnie padała ofiarą pożarów.
8 listopada 1815 monaster ponownie stanął w płomieniach, które dosięgły cerkiew i inne budynki. W 1819 pożar całkowicie zniszczył klasztor, co doprowadziło do jego zamknięcia w 1824. 
W związku z radykalną reorganizacją przestrzenną wywołaną budową twierdzy przez władze rosyjskie, podjęto decyzję o wzniesieniu cerkwi prawosławnej w nowym centrum miasta.
Cerkiew zaprojektowano na początku lat sześćdziesiątych XIX stulecia jako świątynię trójnawową, o pięciu kopułach umieszczonych na ośmiobocznych bębnach. Miała zastąpić cerkwie, które znajdowały się na terenie zajętym przez twierdzę brzeską. 
Budowę murowanej świątyni rozpoczęto w 1862. Prace budowlane były prowadzone przez różnych mistrzów. Żelazne kraty i poręcze odlano w fabryce „Braci Evansów” w Warszawie. W stanie surowym obiekt był gotowy w 1865. Sobór poświęcił biskup brzeski Ignacy. 
7 listopada 1865 do nowej cerkwi przeniesiono relikwie św. Atanazego.